# Ракетний удар по зерновому терміналу у Миколаєві
Ракетний удар по зерновому терміналу у Миколаєві — терористична атака Збройних сил Росії проти зернового терміналу в порту Ніка-Тера, здійснена 4 червня 2022 року.  В результаті обстрілу в порту спалахнула пожежа і повністю вигоріли складські приміщення зі зерновим шротом.

## Передумови
На момент російського вторгнення Україна була четвертим за величиною експортером кукурудзи та пшениці та найбільшим у світі експортером соняшникової олії. За оцінками міжнародних організацій російське вторгнення в Україну призвело до продовольчої кризи 2022 року — зростанню цін на продукти і росту їх дефіциту. Причиною цього є навмисне руйнування Росією інфраструктури аграрних і промислових підприємств України, знищення паливних запасів, запізнення або скасування посівної через військові дії, а також блокада Росією українських чорноморських портів через які йшов основний експорт зерна з України.
Крім того з окупованих Росією територій відбувається крадіжка українського зерна Росією. За оцінками Міністерства оборони України, після російського вторгнення на середину травня 2022 року з України було вкрадено та вивезено не менше 400 000 тонн зерна.
Зерновий термінал у морському спеціалізованому порту Ніка-Тера міста Миколаїв є другим за величиною зерновим терміналом в Україні.